# In Tongues We Speak
In Tongues We Speak è uno split EP del gruppo musicale britannico Napalm Death e del gruppo musicale statunitense Coalesce, pubblicato nel 1997.

## Tracce
1. Food Chains (Napalm Death) – 3:14
2. A Safe Place (Coalesce) – 2:53
3. Upward and Uninterested (demo version) (Napalm Death) – 2:24
4. Harvest of Maturity (Coalesce) – 3:44

## Formazione
Napalm Death
- Mark "Barney" Greenway - voce
- Shane Embury - basso
- Mitch Harris - chitarra
- Jesse Pintado - chitarra
- Danny Herrera - batteria

Coalesce
- Sean Ingram - voce
- Jes Steineger - chitarra
- Stacy Hilt - basso
- James Dewees - batteria